# Ligne 5 du tramway de Lyon
Pour les articles homonymes, voir Ligne 5.
La ligne 5 du tramway de Lyon, plus simplement nommée T5, est une ligne de tramway de la métropole de Lyon exploitée par Keolis Lyon et inaugurée le 17 novembre 2012 entre les stations Grange Blanche et Eurexpo. À l'origine, la ligne avait pour terminus la station Bron - Parc du Chêne et ne poursuivait jusqu'à la station Eurexpo que lors des jours de salon à Eurexpo. À partir du 5 octobre 2020, Eurexpo est desservi quotidiennement sauf en juillet et en août.

## Histoire

### De «T2 +» à «T5»
Le projet, lancé début 2009 par le Syndicat mixte des transports pour le Rhône et l'agglomération lyonnaise (Sytral), prévoit la création d'une nouvelle branche de la ligne 2 du tramway, baptisée « T2 + », de la station Les Alizés jusqu'à Eurexpo. Sa réalisation nécessite la construction de plus de 3 800 mètres de plate-forme nouvelle à partir de la station Les Alizés et de 4 nouvelles stations, espacées chacune d'environ 950 mètres.
L'enquête préalable à la déclaration d'utilité publique de ce prolongement se tient du 21 juin au 23 juillet 2010. À l'issue de l'enquête, le commissaire enquêteur remet un avis défavorable au projet. Le Sytral demande néanmoins au préfet de prononcer la déclaration d'utilité publique du projet, celle-ci étant accordée le 23 décembre 2010. Cette déclaration d'utilité publique fait l'objet d'un recours devant le tribunal administratif le 15 février 2011 par des associations.
Les travaux de réalisation de cette nouvelle branche débutent le 1er mars 2011, et sont achevés en novembre 2012. Le 300e rail du prolongement est soudé le 17 novembre 2011 à Bron lors d'une cérémonie publique en présence des élus.
Le projet est officiellement renommé « T5 » en mai 2012.

### La ligne T5
Cette nouvelle ligne est exploitée sous forme d'un service reliant Grange Blanche à Eurexpo en empruntant les voies de la ligne T2 entre Grange Blanche et Les Alizés, puis 3 800 mètres de plateforme nouvelle des Alizés à Eurexpo.
Les premiers essais à vide de nuit commencent à partir du 16 août 2012 et les essais de jour à partir du 27 août 2012.
En dehors des périodes de salons le terminus est effectué à la station Bron - Parc du Chêne.
L'inauguration a lieu le 17 novembre 2012, à cette occasion l'usage de la nouvelle ligne de tramway est gratuite.
À partir du 5 octobre 2020, Eurexpo est desservi quotidiennement, hors mois de juillet et août. La station Chassieu - ZAC du Chêne ouvre le 27 juin 2025.

## Tracé et stations

Tracé réel de la ligne.

### Tracé
La ligne de tramway T5 commence son parcours à Grange Blanche dans le 3ème et 8ème arrondissement de Lyon. Elle emprunte l'infrastructure de T2 jusqu'à la station Les Alizés où la ligne bifurque sur l'avenue Maréchal de Lattre de Tassigny. T5 arrive à la station à quai central De Tassigny Curial. Elle s'engage ensuite sur l'avenue François Mitterrand où se trouvent les stations Lycée Jean Paul Sartre et Parc du Chêne. A la sortie de cette dernière la ligne coupe le rond point au niveau du carrefour entre la rue du Chêne, l'avenue Salvador Allende et la rue du 35ème régiment d'aviation. Les voies longent ensuite la rue du Chêne, passent par la station Chassieu - ZAC du Chêne, coupent l'avenue Charles de Gaulle et contournent l'aéroport de Lyon-Bron, pour arriver à la station Eurexpo en face de l'entrée principale du parc des expositions sur la commune de Chassieu.

### Liste des stations
|  |   |  | Station                    | Communes desservies | Correspondances                                                                                                 |
|  | - |  | -------------------------- | ------------------- | --- |
|  | ■ |  | Grange Blanche             | Lyon 8e             | , , {{Réseau Bus TCL/correspondance\|LOGO BUS=oui\|BUS n°1=1E\|BUS n°2=26\|BUS n°3=34}, Cars Région X05 X06 X07 |
|  | • |  | Ambroise Paré              | Lyon 8e             | , |
|  | • |  | Desgenettes                | Lyon 8e             | Ligne oui · Ligne T2 · Ligne T6                                                                                 |
|  | • |  | Essarts - Iris             | Bron                | Ligne oui · Ligne T2                                                                                            |
|  | • |  | Boutasse - Camille Rousset | Bron                | , |
|  | • |  | Hôtel de Ville - Bron      | Bron                | , |
|  | • |  | Les Alizés                 | Bron                | , |
|  | • |  | De Tassigny - Curial       | Bron                | , |
|  | • |  | Lycée Jean-Paul Sartre     | Bron                | , |
|  | • |  | Parc du Chêne              | Bron                | Ligne oui · Ligne 52 · Ligne 79                                                                                 |
|  | • |  | Chassieu - ZAC du Chêne    | Chassieu            | |
|  | ■ |  | Eurexpo                    | Chassieu            | Ligne oui · Ligne N100                                                                                          |

Les lignes T2 et T5 pourront emprunter les voies du T6 entre Desgenettes et Mermoz-Pinel lors d'incidents sur le secteur de Grange Blanche, leur permettant ainsi de continuer à offrir une connexion avec la ligne D du métro et la ligne de bus 1E[réf. nécessaire].

### Aménagement des stations
Les stations Eurexpo et De Tassigny - Curial sont les seules stations de la ligne où l'on retrouve un quai central.
La station Hôtel de Ville - Bron possède un sol en pavé.
La station Ambroise Paré est la seule station de la ligne construite sur une pente.
La descente à la station Grange Blanche se fait par le quai de la ligne T2 (direction Hôtel de région - Montrochet) et la montée se fait par un quai réservé à la ligne situé à côté de celui du T2 (direction Saint-Priest - Bel Air).

## Exploitation de la ligne

### Temps de parcours et fréquences
La fréquence de la ligne est de 12 à 13 minutes en heures de pointe et 15 minutes en heures creuses du lundi au vendredi. Elle a une fréquence de 25 minutes le week-end et 30 minutes à partir de 21h. Lors d'expositions à Eurexpo, la fréquence est renforcée en journée avec un tram toutes les 8 minutes. Les 1ers tram partent à 4h52 de la station "De Tassigny - Curial" , 5h00 de "Grange Blanche et "Parc du Chêne". Les derniers partent à  00h00 des 2 terminus. La ligne T5 relie Grange Blanche à Parc du Chêne en 15 minutes et Eurexpo en 20 minutes.

### Matériel roulant
La création de la ligne n'a pas donné lieu à une commande de matériel roulant spécifique. Elle est exploitée par des rames Citadis 302 issues du parc préexistant. Ce redéploiement a été permis par la livraison concomitante de rames Citadis 402 pour la ligne T3.

### Ateliers
Les rames de la ligne sont remisées au Centre de maintenance de Saint-Priest - Porte des Alpes avec les lignes T1, T2 et T6.

### Tarification et financement
La tarification TCL est appliquée sur cette ligne.

## Prolongement de la ligne
Le Sytral a mis à l'étude le prolongement de la ligne entre Eurexpo et la place René-Cassin à Chassieu, lors de son conseil syndical du 8 juillet 2010. Ce prolongement de 1 700 mètres, contournant Eurexpo par le sud, ajouterait 2 nouvelles stations à la ligne qui serait alors exploitée en permanence sur la totalité de sa longueur.
La date avancée pour la réalisation de ce prolongement était initialement l'année 2014 avant que l'abandon de l'écotaxe, devant financer pour 6 milliards d'euros plusieurs projets de transport en commun en France, ne repousse sine die sa réalisation.
Tracé prévu :
|  |   |  | Station        | Communes desservies | Correspondances |
|  | - |  | -------------- | ------------------- | --------------- |
|  | • |  | Eurexpo        | Chassieu            |                 |
|  | • |  | Z.I. Mi-Plaine | Chassieu            | Parc relais     |
|  | o |  | René Cassin    | Chassieu            | Parc relais     |